# ビッグバン・ベリー
ビッグバン・ベリー（Bigbang Belly、10月30日 - ）は、日本のプロレスラー。シアタープロレス花鳥風月所属。花鳥風月ファイティングクラブ1期生。

## 来歴
2019年5月26日、東京・東十条花鳥風月ファイティングクラブでのリッキー・フジ戦でデビュー。

## 得意技

### フィニッシュ・ホールド
ネックハンギングボム

### 打撃技
ラリアット
逆水平チョップ
エルボー
ベイダー・アタック

### 投げ技
バックドロップ
フルネルソン・バスター
ブレーンバスター
スクラップ・バスター

### 関節技
逆エビ固め

### 飛び技
ダイビングボディプレス

## 入場テーマ曲
- ガンバッテ（オリジナル）